# Cheirolophus teydis
Cheirolophus teydis là một loài thực vật có hoa trong họ Cúc. Loài này được (C.Sm.) G.López mô tả khoa học đầu tiên năm 1982.